# Garry Templeton
Garry Lewis Templeton (Lockney, Texas, 24 de marzo de 1956), más conocido como Garry Templeton, es un exjugador profesional estadounidense de béisbol que se desempeñó en la posición de campocorto en las Grandes Ligas de Béisbol (MLB). Logró obtener dos Bates de Plata.

## Carrera
Templeton jugó como profesional seis temporadas en St. Louis Cardinals (1976-1981), después pasó a San Diego Padres (1982-1991), luego a New York Mets, donde jugó una temporada (1991), y fue el equipo en el que se retiró.

## Premios
Fue galardonado con el Bate de Plata en dos oportunidades (1980 y 1984).